# Alfons Lemmens
Alfons Lemmens (Hapert, 19 april 1919 – aldaar, 18 januari 2013) was een Nederlands voetballer.
Tussen 1943 en 1946 speelde hij 23 wedstrijden voor PSV en maakte hij één doelpunt. Lemmens gold als wat men noemt een stoere back. Rond de oorlogsjaren reed hij drie keer per week op de fiets van zijn woonplaats Hapert naar Eindhoven om te trainen en wedstrijden te spelen. Op zijn debuut in het eerste elftal moest Lemmens even wachten. In de oorlog werd hij door de Duitsers tewerkgesteld in Leipzig. Toen hij eind 1943 in Nederland was teruggekeerd, maakte hij snel zijn debuut voor PSV 1. 26 maart 1944 moest het hoogtepunt worden in zijn carrière. In de beslissingswedstrijd om het afdelingskampioenschap tegen LONGA uit Tilburg werd echter met 3-0 verloren. Na de oorlog werd het vele fietsen Lemmens te veel en keerde hij terug naar VV Hapert.
Alfons Lemmens overleed in 2013 op 93-jarige leeftijd.